# Tokyo Gas
Tokyo Gas Co., Ltd. (Tōkyō Gasu Kabushiki-gaisha TYO: 9531) er et japansk gasforsyningsselskab, der forsyner Tokyo og byerne omkring Tokyo med naturgas.
Virksomheden blev etableret 1. oktober 1885 af Shibusawa Eiichi og Asano Sōichirō ved at de overtog forretningsaktiver fra Tokyo Prefecture Gas Bureau.